# S. Leo Chiang
S. Leo Chiang (chinesisch 江松長; * Republik China (Taiwan)) ist ein taiwanesisch-US-amerikanischer Dokumentarfilmer, Filmproduzent und Kameramann.

## Leben
S. Leo Chiang wurde in Taiwan geboren. Er wuchs in den Vereinigten Staaten auf und arbeitete über mehrere Jahre in China. In den Vereinigten Staaten studierte er Elektro- und Computerwissenschaften  an der University of Southern California und machte dort seinen Bachelor. Im Anschluss machte er sich einen Namen als Dokumentarfilmer. Er drehte unter anderem zwei Episoden der PBS-Serie Asian Americans. Weitere Filme waren unter anderem Mr. Cao Goes to Washington (2012) und Our Time Machine (2019). Neben der Regie ist er außerdem Kameramann und Produzent von Dokumentarfilmen.
2023 drehte er den persönlichen Dokumentar-Kurzfilm Island in Between über seine schwierige Beziehung zu seinem Heimatland, der Inselgruppe Kinmen, der Volksrepublik China und den USA. Für diese Dokumentation wurde er gemeinsam mit Jean Tsien bei der Oscarverleihung 2024 für einen Oscar in der Kategorie Bester Dokumentar-Kurzfilm nominiert. Dabei handelte es sich um den ersten taiwanischen Dokumentarfilm, der je für einen Oscar nominiert wurde.
S. Leo Chiang gehört zu den Mentoren der Hot Docs CrossCurrent & Blue Ice Fellowships, dem CNEX Chinese Documentary Forum und dem CAAM Fellowship. Er ist außerdem Co-Direktor des A-Doc, dem Asian American Documentary Network, das er mitgründete, und gehört der Academy of Motion Picture Arts and Sciences an. Zudem unterrichtete er Dokumentarfilmproduktion an der University of California, Santa Cruz, der University of California, Berkeley, der Northwestern University sowie der Communication University in China.

## Filmografie
- 2000: Safe Journey (Kurzfilm)
- 2002: One + One (Kurzfilm)
- 2003: Switched! (Episode: David and Gil)
- 2004: To You Sweetheart, Aloha
- 2009: A Village Called Versailles
- 2011: Still Around
- 2012: Mr. Cao Goes to Washington
- 2016: Out Run
- 2019: Our Time Machine
- 2023: Island in Between